# Suppiluliuma II
Suppiluliuma II, Suppiluliumas II – król hetycki, brat i następca Arnuwandy III. Panował od 1207 do ok. 1178 p.n.e. W trakcie panowania zmagał się z licznymi najazdami ze strony wrogich państw sąsiednich i prawdopodobnie tzw. Ludów Morza, zakończonych spaleniem stolicy państwa hetyckiego Hattusas. Był ostatnim władcą państwa nowohetyckiego.